# 2264 Сабріна
2264 Сабріна (2264 Sabrina) — астероїд головного поясу, відкритий 16 грудня 1979 року.
Тіссеранів параметр щодо Юпітера — 3,189.